# Stefan Junge
Stefan Junge (Lipcse, 1950. szeptember 1. –) olimpiai ezüstérmes német atléta, magasugró.

## Pályafutása
1971-ben ötödik lett lett a helsinki Európa-bajnokságon.
Pályafutása alatt mindössze egy alkalommal szerepelt az olimpiai játékokon. Az 1972-es a müncheni olimpián szerzett ezüstérme karrierje legkimagaslóbb eredménye. A döntőben két centiméterrel ugrott alacsonyabbat, mint a végül győztes szovjet Jüri Tarmak.
Stefan hetekkel a müncheni olimpiai előtt, június 10-én ugrotta legjobb eredményét, 2,23 méterrel.

## Egyéni legjobbjai
- Magasugrás - 2,23 méter (1972)